# Lars Winnerbäck
Lars Winnerbäck (Engelbrekt church parish, 1975. október 19. –) svéd énekes, dalszerző.

## Pályafutása
Stockholmban született. Gyermekkorát a linköpingi Vidingsjöben töltötte, ahol tanulmányait folytatta. 1996-ban költözött vissza Stockholmba és évben kiadta első albumát Dans med svåra steg címmel.
Az olyan dalszerzők hatása, mint Carl Michael Bellman, Evert Taube, Bob Dylan, Ulf Lundell és Cornelis Vreeswijk, Winnerbäck dalszövegeiben megjelennek a sekélyességgel, a társadalom előítéleteivel, a  romantikával, a kapcsolatokkal és a szorongással foglalkozó tartalmak. Számos dala bemutatja foglalkozik azzal a különbséggel, ami a vidék és Stockholm között feszül.
A Winnerbäckről két teljes hosszúságú dokumentumfilm készült (2008-ban (r.: Magnus Gertten) és  2017-ben (r.: Øystein Karlsen).
Lars Winnerbäck ma Svédország egyik legnépszerűbb előadóművésze.

## Stúdióalbumok
- Dans med svåra steg (1996)
- Rusningstrafik (1997)
- Med solen i ögonen (1998)
- Kom (1999)
- Singel (2001)
- Söndermarken (2003)
- Vatten under broarna (2004)
- Daugava (2007)
- Tänk om jag ångrar mig och sen ångrar mig igen (2009)
- Utanför Album 1 & 2 (2012)
- Hosianna (2013)
- Granit och morän (2016)
- Eldtuppen (2019)
- Själ och hjärta (2022)

## Filmek
- 2008: Solen i ögonen, directed by Magnus Gertten)
- 2017: Winnerbäck – Ett slags liv (directed by Øystein Karlsen)

## Díjak
- 2000: Kom (Album)
- 2002: Singel (Album)
- 2005: Vatten under broarna (Album)
- 2008: Om du lämnade mig nu (duett: Lars Winnerbäck & Miss Li)
- 2010: „Tänk om jag ångrar mig och sen ångrar mig”